# Silnice Alberta Highway 93
Silnice Highway 93 představuje hlavní tah ze severu na jih kanadské provincie Alberta. Známá je rovněž pod názvy Banff-Windermere Parkway na jih od Transkanadské dálnice (Highway 1) či Icefields Parkway na sever od Transkanadské dálnice. Silnice vede přes národní parky Banff a Jasper a o údržbu se po celé její délce starají Parks Canada. Vede od hranic Britské Kolumbie na jih k horskému průsmyku Vermillion Pass, kde se z ní stává silnice British Columbia Highway 93, a končí v místě, kde se kříží se silnicí Yellowhead Highway (silnice číslo 16) v Jasperu . Číslo silnice je inspirováno silnicí ve Spojených státech, U.S. Route 93, která vede nepřerušovaně na jih do střední Arizony.

## Popis cesty

### Silnice Banff-Windermere Highway
Hlavní článek: Banff-Windermere Highway

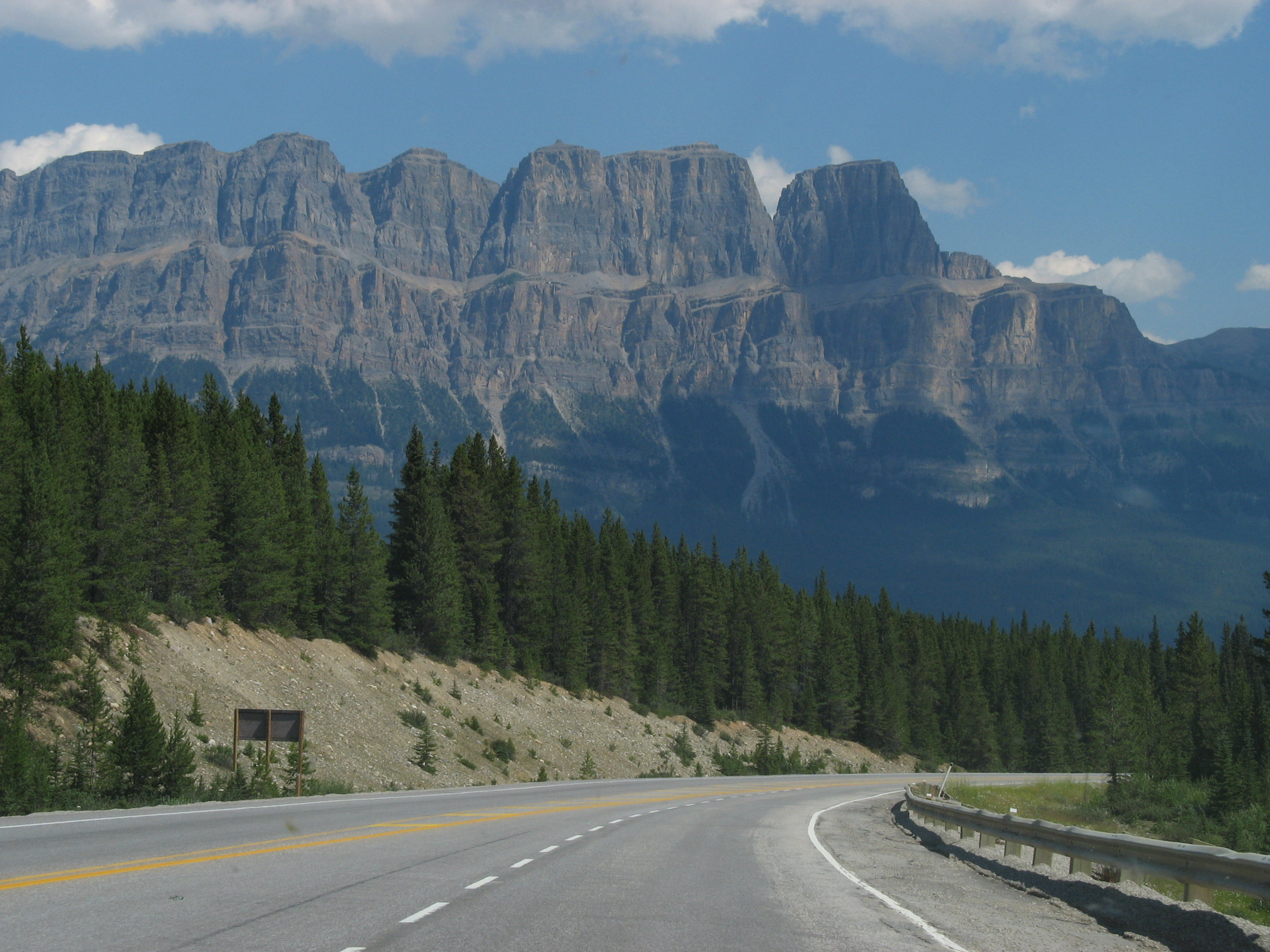
Hora Castle Mountain v národním parku Banff, pohled ze silnice Highway 93.

Jižní díl silnice Highway 93 je součástí silnice Banff-Windermere Highway, což je 104 km dlouhá cesta. Tato silnice začíná ve městě Radium Hot Springs v Britské Kolumbii, kde se větví ze silnice Highway 95 a vede národním parkem Kootenay, průsmykem Vermillion Pass a přes Kordillery až do místa Castle Junction, kde se kříží s Transkanadskou dálnicí (Highway 1). Posledních 10 km silnice se už nachází ve státě Alberta a v národním parku Banff. Před rokem 1959 byla silnice označována jako Highway 1B.

### Transkanadská dálnice
Silnice Highway 93 se v místě Castle Junction napojuje na Transkanadskou dálnici (Highway 1), což je napůl cesty mezi městem Banff a jezerem Lake Louise. Po 28 km severozápodně lemuje silnice Highway 93 Transkanadskou dálnici a odkloňuje se od ní na západě od jezera Lake Louise. Dálnice Highway 1 pak pokračuje na západ do národního parku Yoho. Jezero Lake Louise a město Banff spojuje rovněž silnice Bow Valley Parkway (Highway 1A). Tato silnice vede podél Transkanadské dálnice a v její polovině, poté, co mine místo Castle junction, se napojí na silnici Highway 93.

### Icefields Parkway

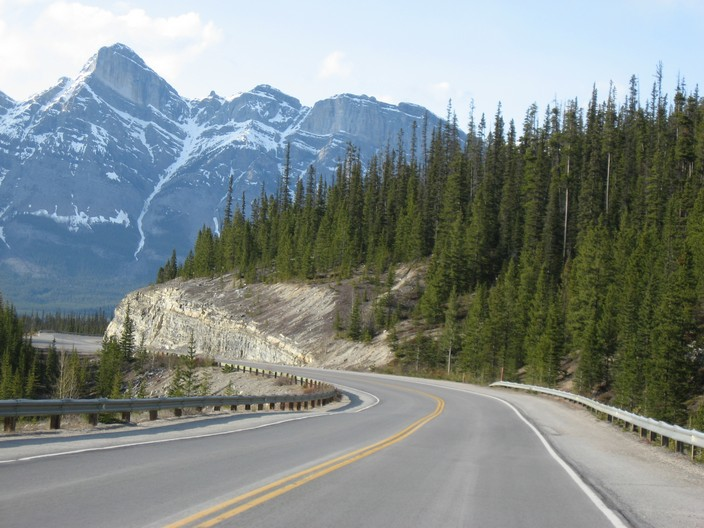
Silnice Highway 93 poblíž Banffu

Icefields Parkway (francouzsky: Promenade des Glaciers) je 230 km dlouhá silnice s vyhlídkami, která se vine podél Kordiller, skrz drsnou krajinu kanadských Skalnatých hor a přes národní park Banff a národní park Jasper. Jméno nese po nevídaných prvcích krajiny, jako je například ledové pole Columbia Icefield, které je ze silnice vidět. Je severní spojnicí jezera Lake Louise a města Jasperu. Jižní část silnice končí v Transkanadské dálnici (Highway 1). Ta vede na západě do národního parku Yoho v Britské Kolumbii a na východ míří k jezeru Lake Louise a městu Banff. Další cesta, která rovněž spojuje jezero Lake Louise a město Banff, je Bow Valley Parkway. Je známá rovněž jako silnice Highway 1A a vede podél Transkanadské dálnice. Zhruba v její polovině se v místě Castle Mountain větví a napojuje se na jižní část silnice Highway 93, neboli silnici Banff-Windermere Highway, a pokračuje jihozápadně do národního parku Kootenay v Britské Kolumbii.

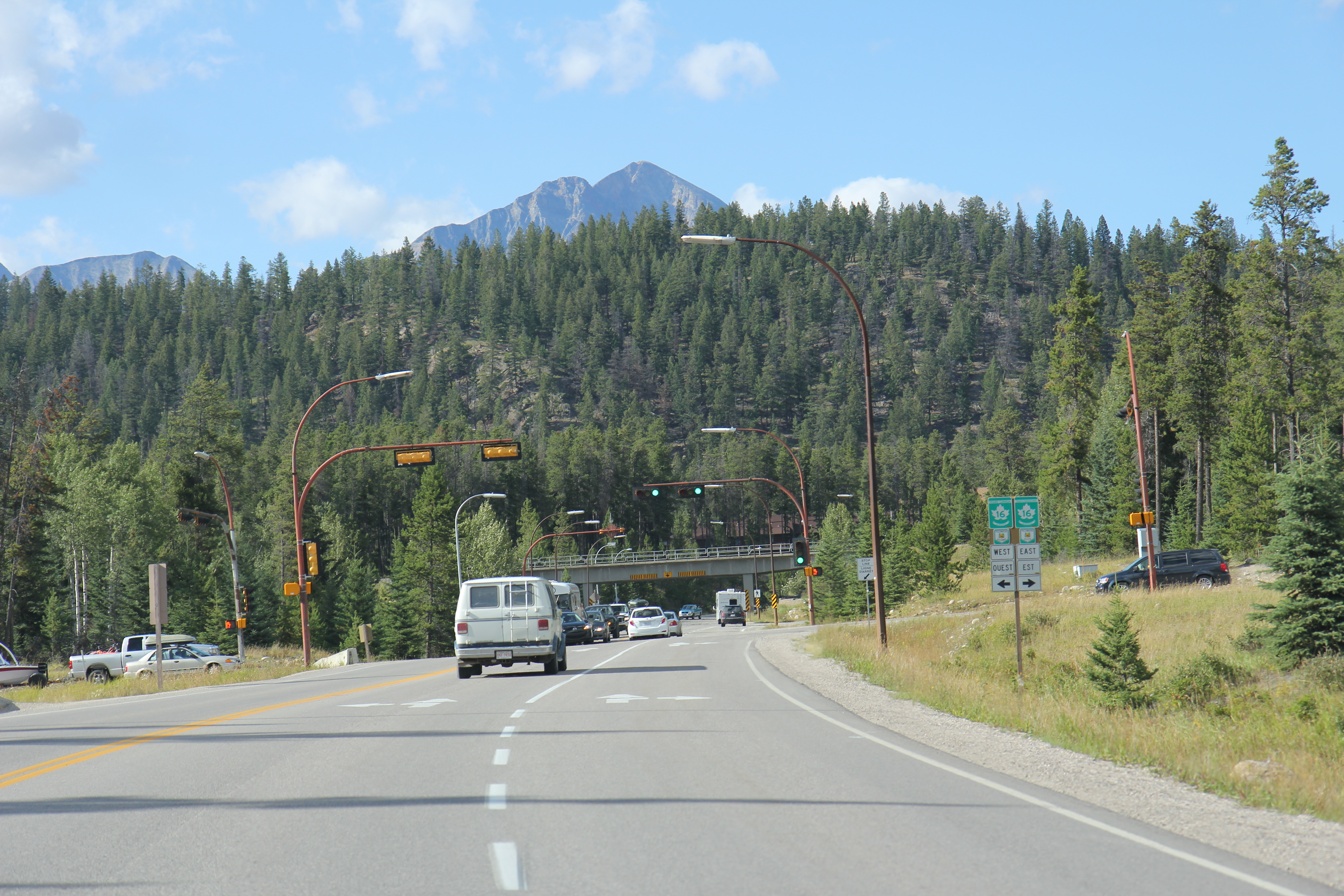
Pohled na sever, kde je severní konec silnice Icefields Parkway

Předchůdce silnice Icefields Parkway byla Glacier Trail (doslova ledovcová stezka), která byla otevřená v roce 1885 poté, co byla dokončená Kanadská pacifická železnice (Canadian Pacific Railway), díky níž se zvýšil turistický dopravní ruch v národním parku Banff. V reakci na Světovou hospodářskou krizi zadala v roce 1931 federální vláda jako podpůrný projekt výstavbu jednokolejné trati mezi jezerem Lake Louise a městem Jasper. Aby se zaměstnalo co nejvíce lidí, byla trať budována ručně prací 600 mužů. Cesta byla dokončena v roce 1940, v padesátých letech dvacátého století se nicméně výrazně zvýšilo používání automobilů a spolu s ním zhoustla i doprava na silnici Icefields Parkway. V roce 1961 byla otevřena spravená, vydlážděná a moderní silnice.
Největší provoz je na silnici během července a srpna, kdy se na ní pohybuje až 100 000 vozů za měsíc. Skládá se převážně ze dvou pruhů a na některých úsecích má i předjížděcí pruh. Není na ní mnoho stoupání ani serpentin, ale řidiči si musejí dávat pozor na divokou zvěř a na auta odstavená u krajnice. Sníh lze očekávat kdykoliv během roku, ale extrémní počasí je běžné pouze v zimě.

Na cestu po silnici Icefiels Parkway vyžaduje správa parku poblíž jezera Lake Louise a města Jasperu povolení pro vstup do kanadských národních parků. Nákladní vozidla mají na silnici Icefields Parkway zákaz vjezdu. Maximální povolená rychlost je 90 km/h, ale tento limit je snížený poblíž přechodu Saskatchewan River Crossing a poblíž ledovcového pole Columbia Icefield. V zimě jsou podle zákona povinné řetězy na pneumatikách nebo zimní radiální pneumatiky; uzavírky cest se mohou vyskytovat bez varování. Oblast nemá pokrytí mobilním signálem.

360° panorama zachycující horu Mount Amery a řeku Alexandra River v oblasti Icefields Parkway národních parků Jasper a Banff. Táhnou se zde nízko položené mraky a nad horou Mount Wilson právě vychází slunce.

## Silnice 93A
Přímo na jihu od Jasperu se silnice větví ve výběžek silnice Highway 93A, který slouží jako přístupová cesta obchodníkům, kteří se chtějí dostat do jižní části Jasperu, a také jako další vjezd do města přes ulici Hazel Avenue. Další výběžek silnice 93A je více na jihu a je 24 km dlouhý; vede podél silnice Highway 93 a slouží jako alternativní přístup k vyhlídkovým místům a jiným atrakcím v národním parku Jasper.
Na jih od Jasperu je silnice Highway 93A úzká a nerovnoměrně vydlážděná; průměrná maximální rychlost je zde 60 km/h. Kraje silnice jsou hustě lemovány křovím, takže může být obtížné zpozorovat zvířata.

## Galerie

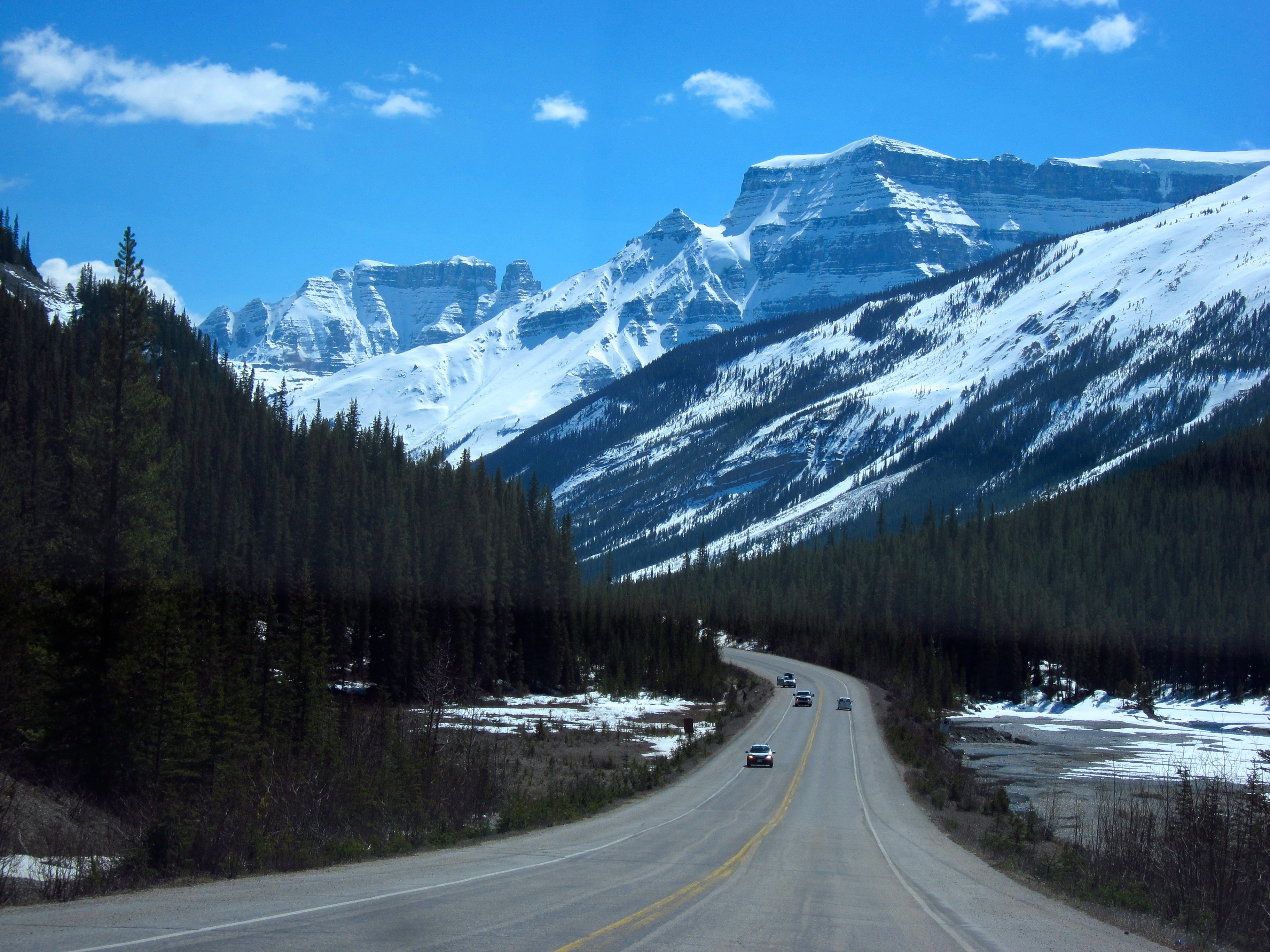
Icefields Parkway a hora Mount Amery
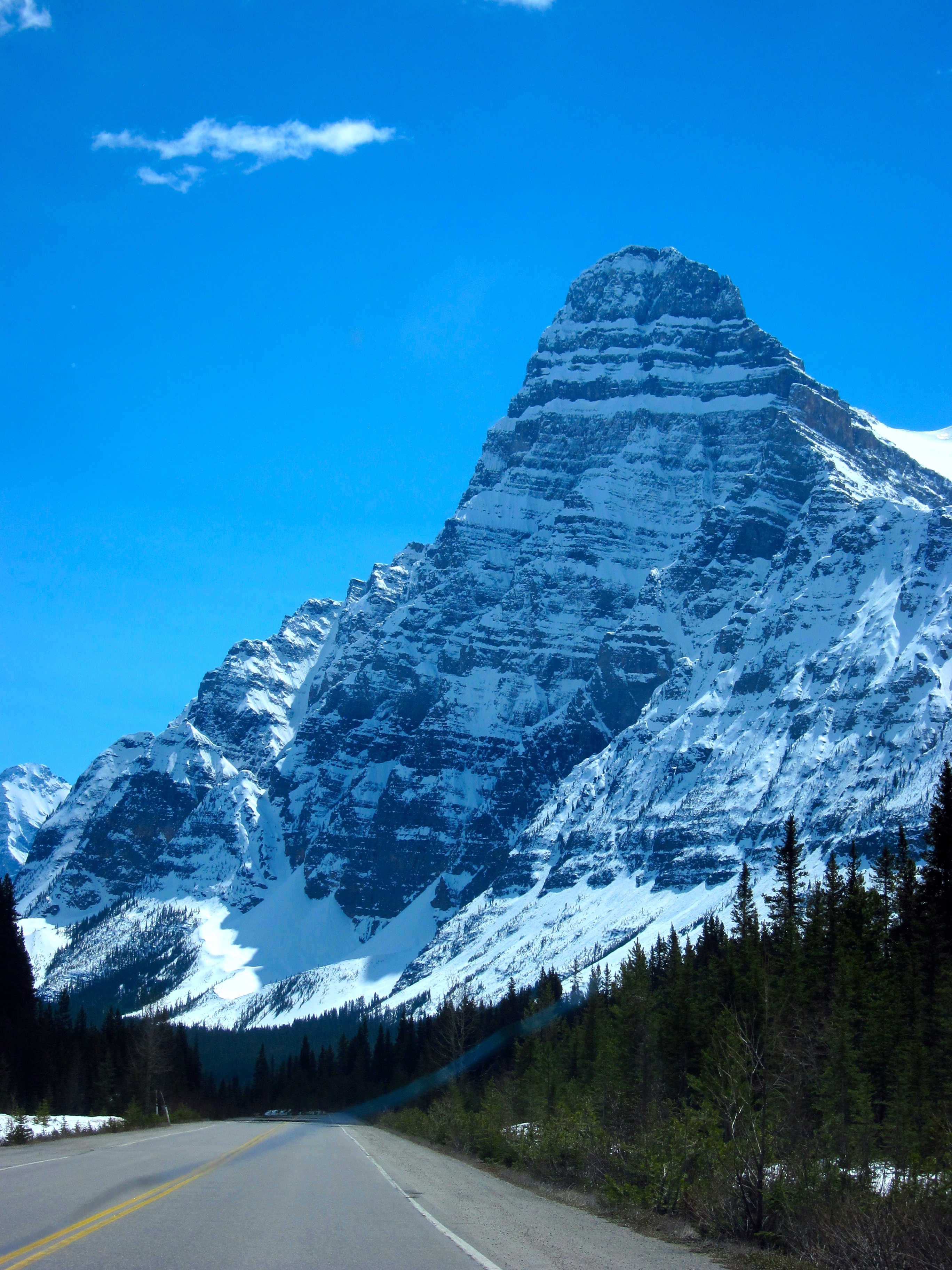
Icefields Parkway a hora Mount Chephren
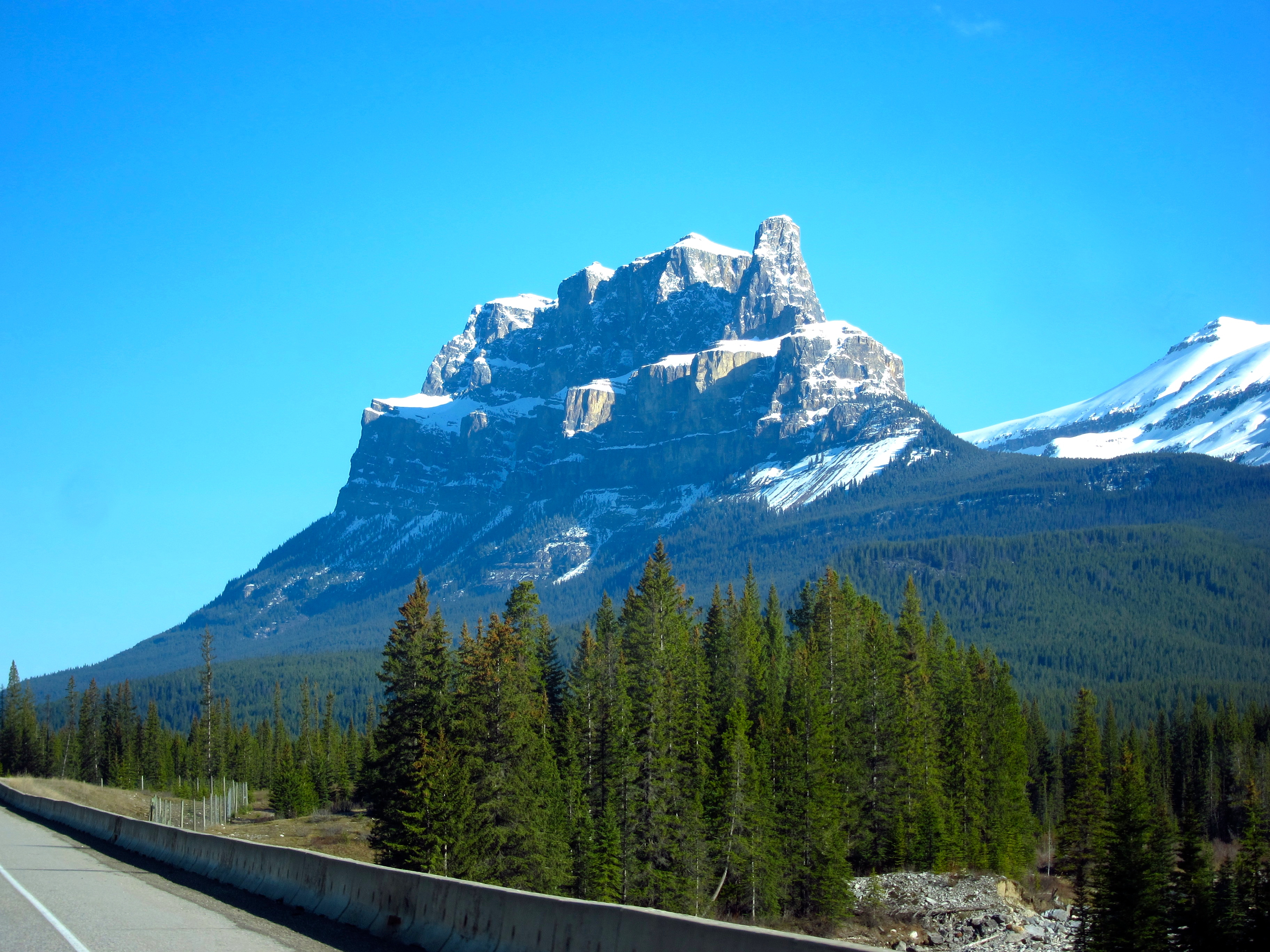
Icefields Parkway and hora Castle Mountain
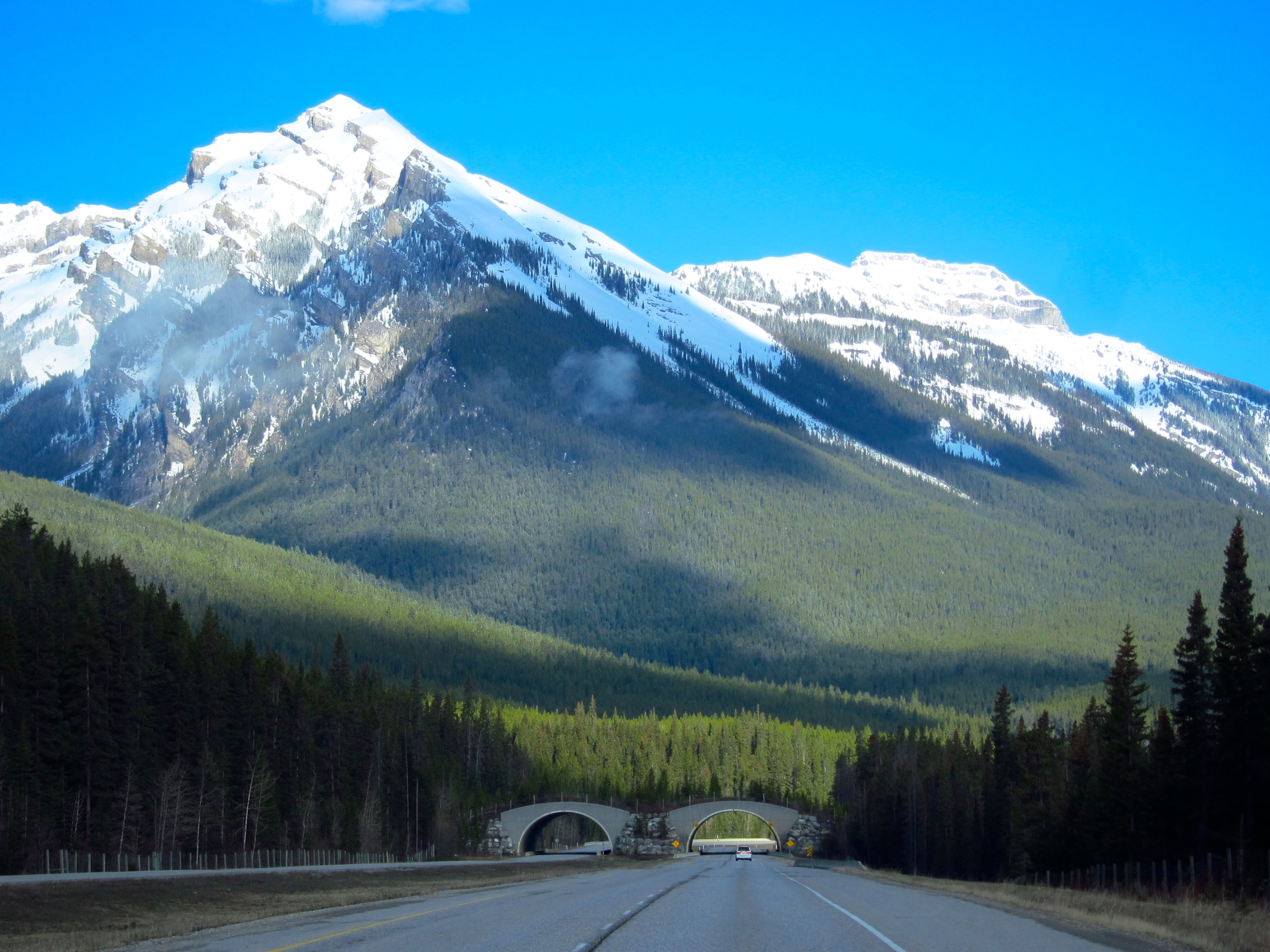
Icefields Parkway a hora Massive Mountain
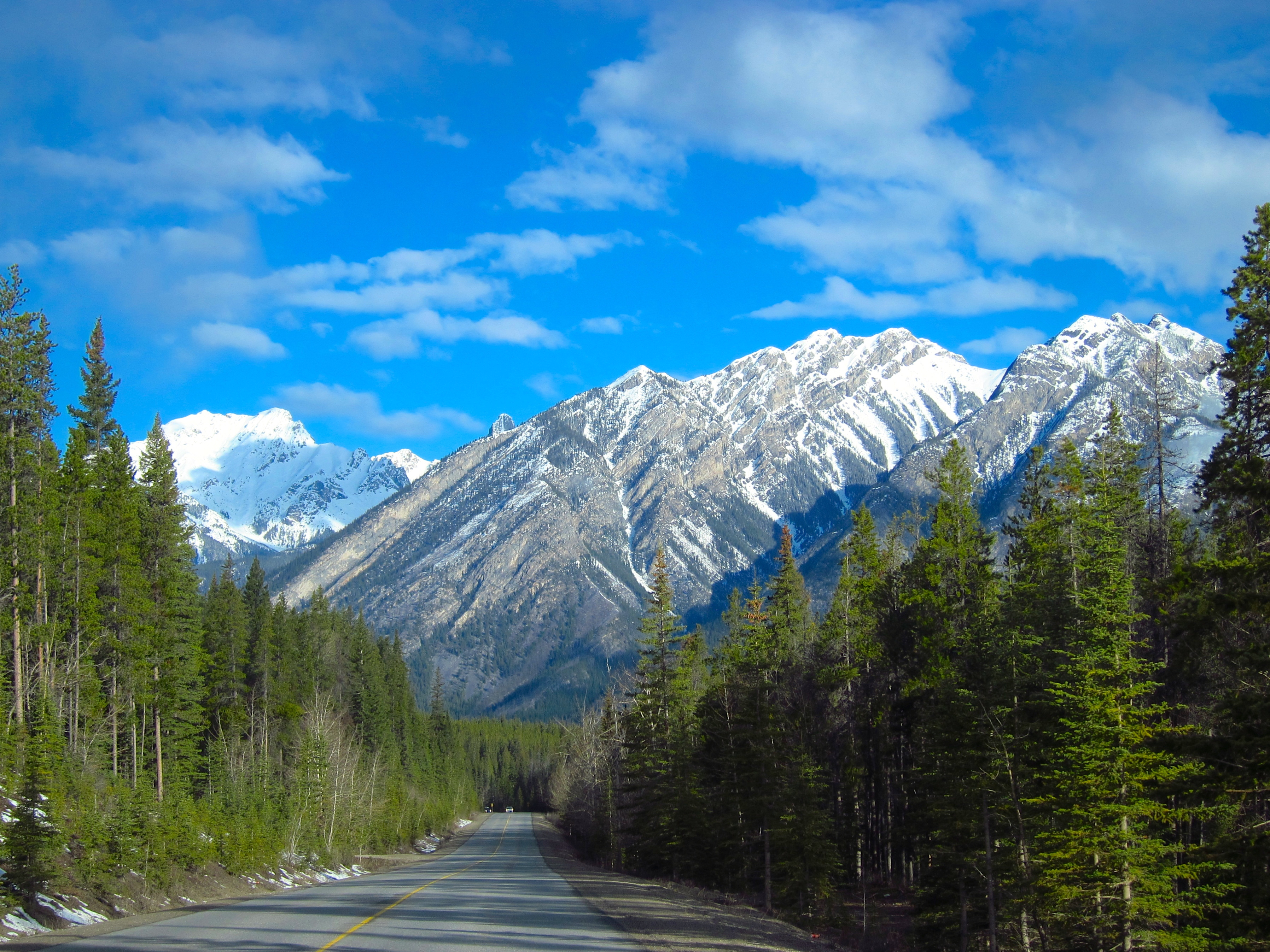
Icefields Parkway
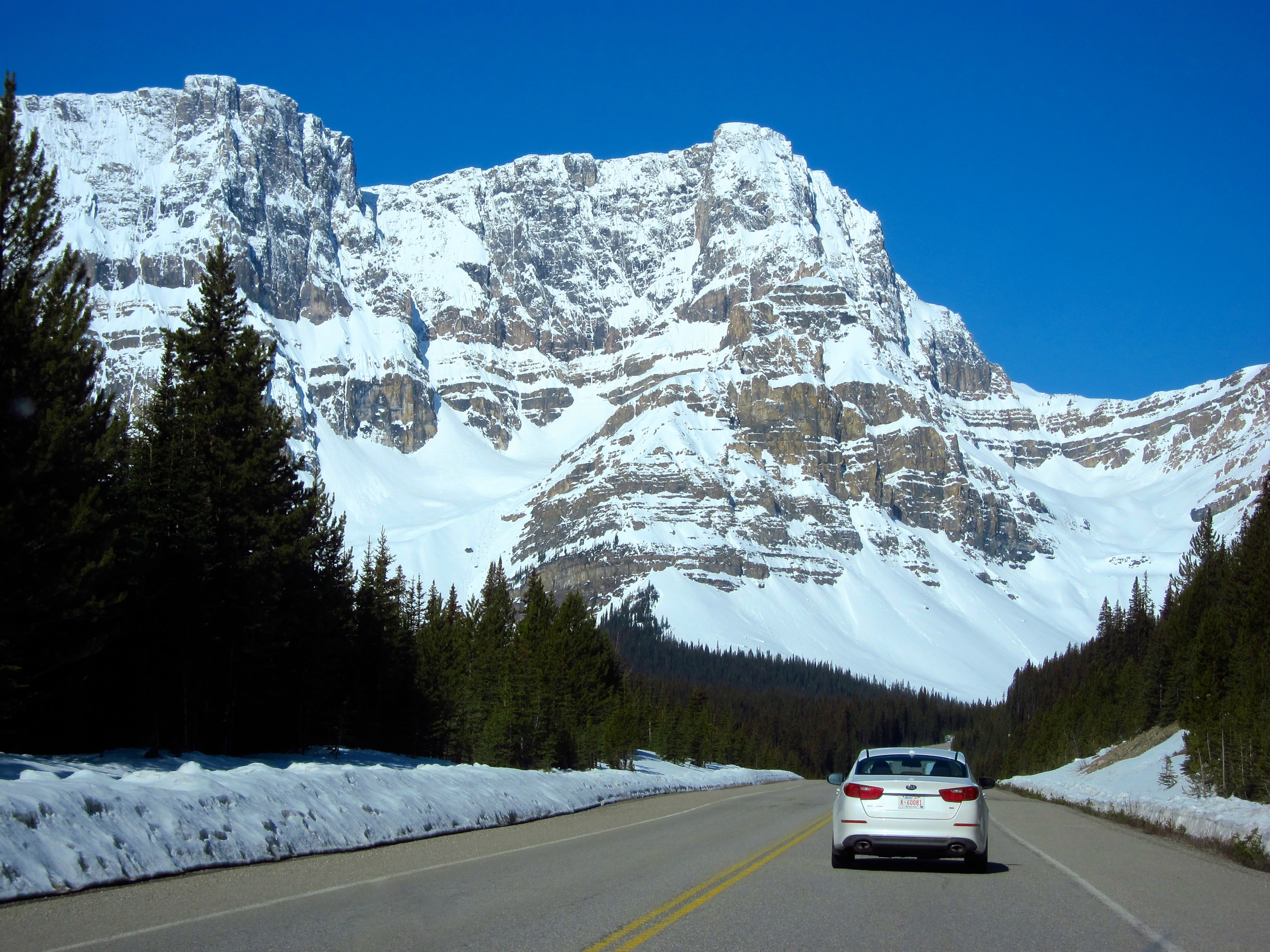
Icefields Parkway a hora Crowfoot Mountain
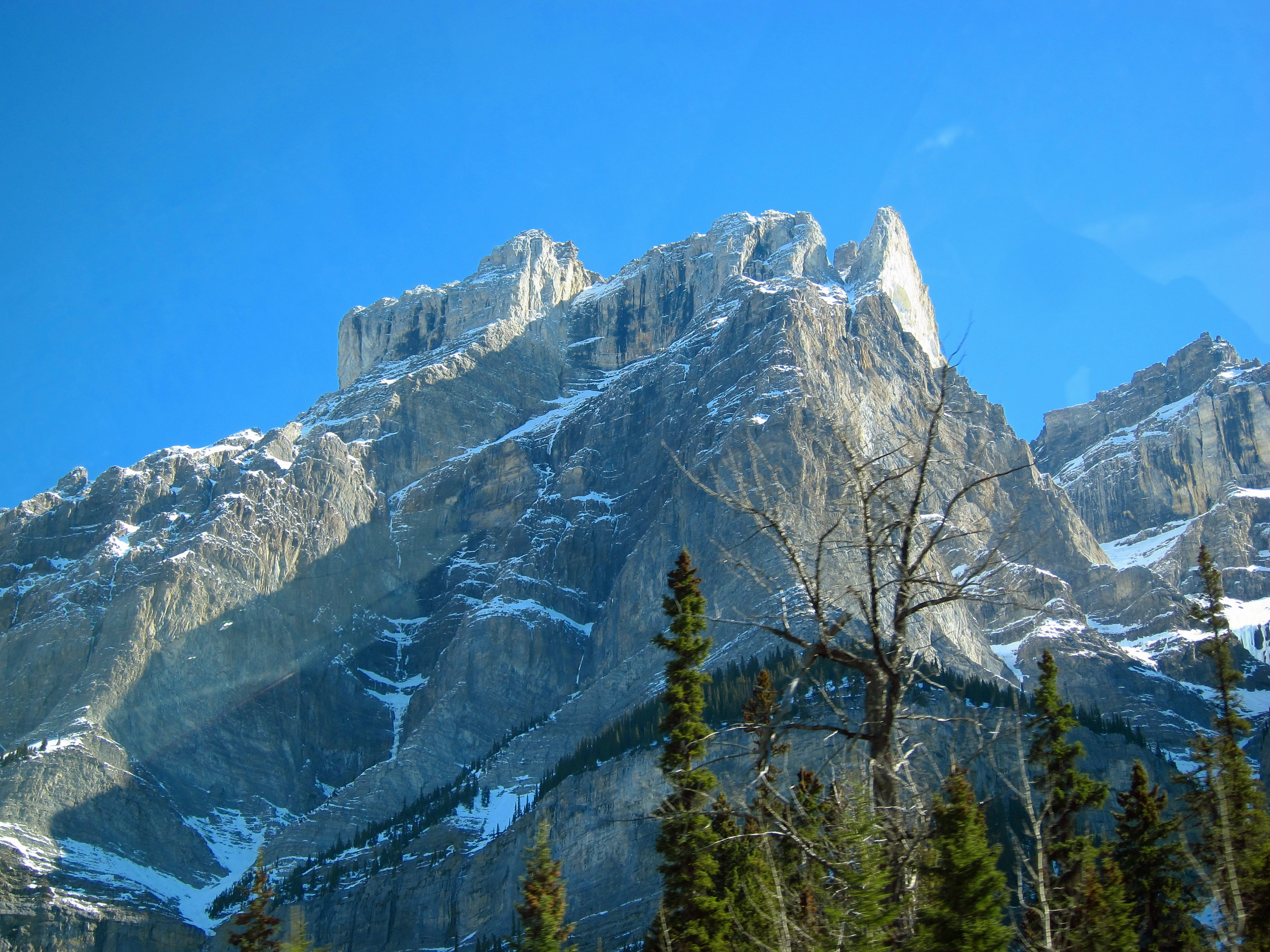
Icefields Parkway
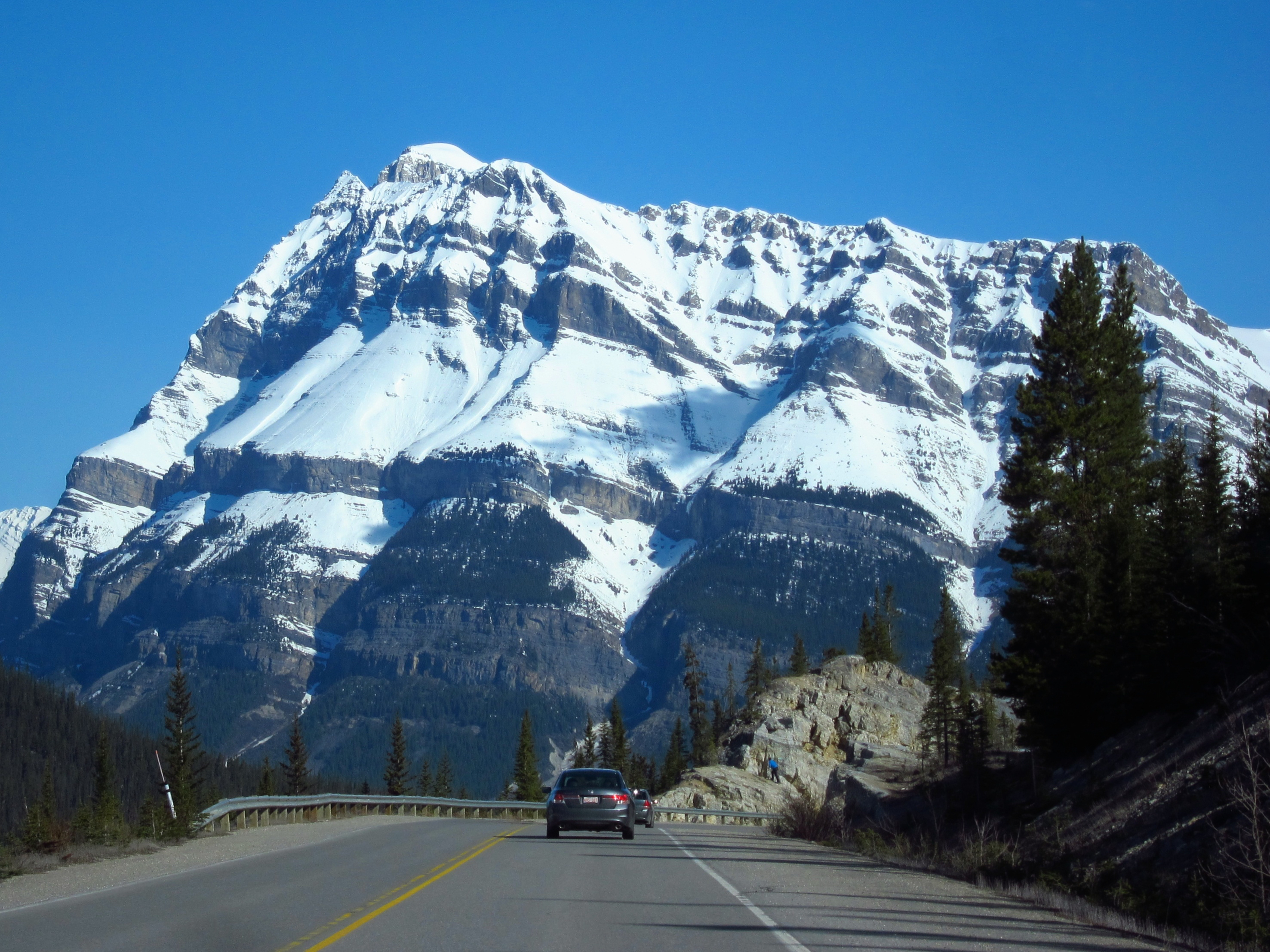
Icefields Parkway a hora Mount Wilson
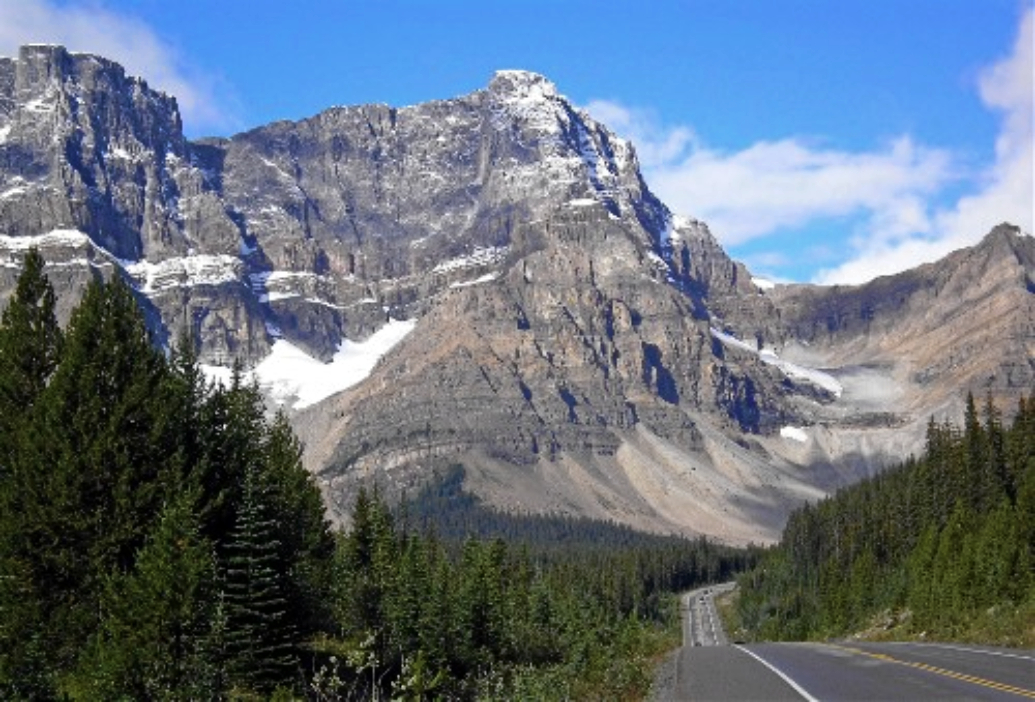
Icefields Parkway a hora Crowfoot Mountain
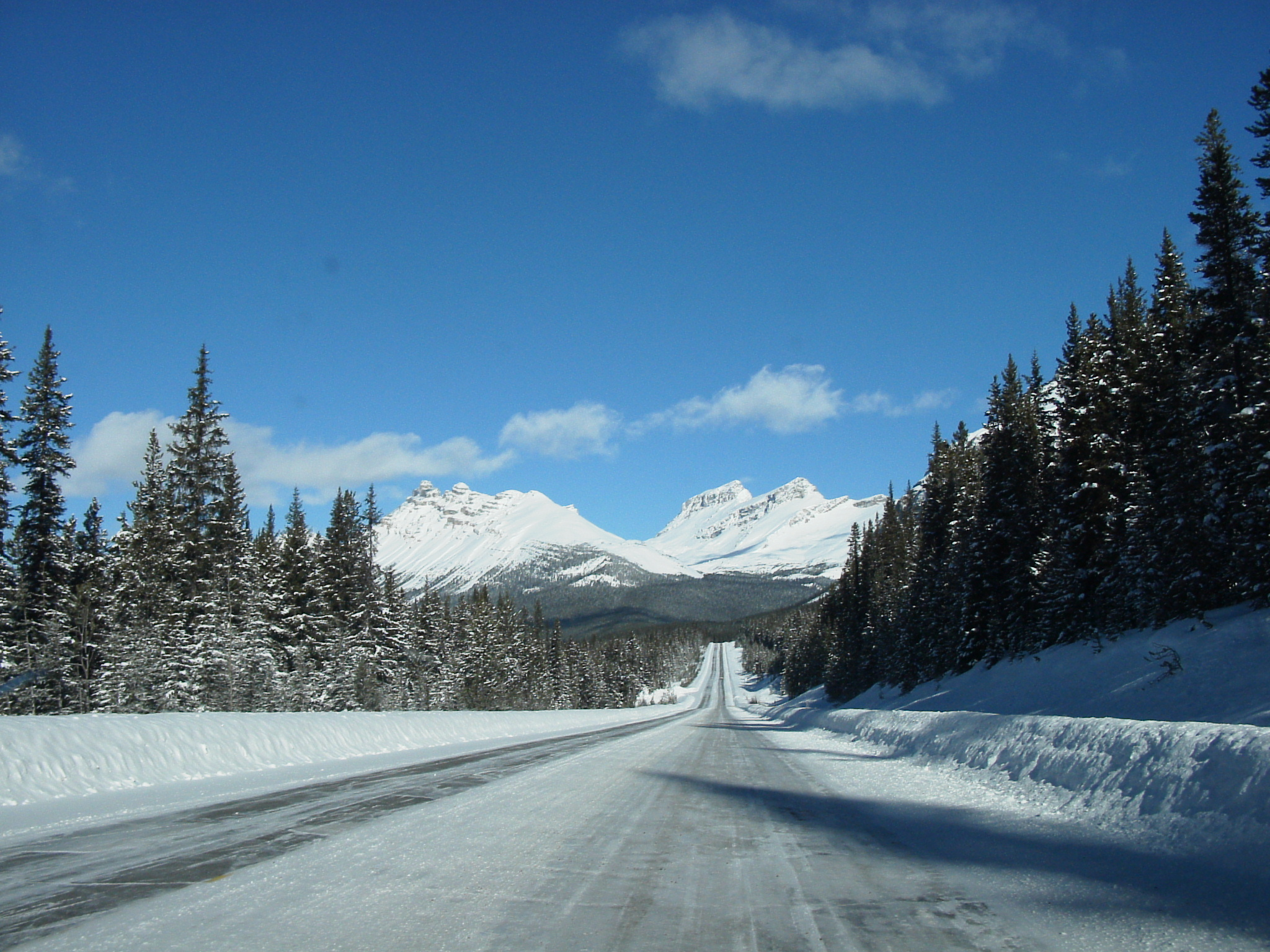
Icefields Parkway v zimě s vrcholem Dolomite Peak